# Заверюха, Николай Андреевич
Николай Андреевич Заверюха (1909—1943) — советский военнослужащий. Участник Великой Отечественной войны. Герой Советского Союза (1944, посмертно). Гвардии красноармеец.

## Биография
Николай Андреевич Заверюха родился в 1909 году в селе Заплавка Константиновградского уезда Полтавской губернии Российской империи (ныне Магдалиновского района Днепропетровской области Украины) в рабоче-крестьянской семье. Украинец. Образование семь классов сельской школы. Перед войной работал директором швейной мастерской в поселке Сахновщина Харьковской области.
В ряды Рабоче-крестьянской Красной Армии Н. А. Заверюха призван Сахновщанским районным военкоматом Харьковской области 1 ноября 1941 года. В боях с немецко-фашистскими захватчиками с 1 декабря 1941 года. Воевал на Западном фронте. Участвовал в Битве за Москву. Был ранен. После госпиталя его направили в 25-ю гвардейскую стрелковую дивизию, где он был определён стрелком во 2-й стрелковый батальон 78-го гвардейского стрелкового полка. С августа 1942 года красноармеец Н. А. Заверюха на Воронежском фронте. Участвовал в боях за плацдарм на реке Дон севернее посёлка Коротояк, Острогожско-Россошанской, Воронежско-Касторненской, Харьковской оборонительной операциях. Затем сражался на Юго-Западном фронте во время Донбасской операции. Особо отличился в Битве за Днепр.
В конце сентября 1943 года передовые части 6-й армии Юго-Западного фронта вышли к реке Днепр. В ночь на 26 сентября 1943 года три десантные группы 78-го гвардейского стрелкового полка под командованием гвардии старших лейтенантов В. С. Зевахина и Н. И. Шишлова и командира полка гвардии подполковника М. И. Григорьева под ураганным огнём противника форсировали Днепр. Группа Зевахина, в которой находился и Н. А. Заверюха, первой высадилась на правый берег у Скубовой балки юго-восточнее села Войсковое. Гвардии рядовой Н. А. Заверюха первым ворвался во вражеские траншеи и уничтожил несколько солдат противника. Затем группа захватила господствующую высоту 130,3, что позволило беспрепятственно переправить на плацдарм несколько артиллерийских расчетов. Утром 26 сентября 1943 года немцы попытались вернуть утраченные позиции, бросив против десантников два батальона пехоты, поддерживаемых танками и самоходными орудиями. Десантники отбили пять контратак противника и уничтожили 4 вражеских танка, после чего перешли в наступление. В критический момент боя, когда командир взвода был убит, гвардии рядовой А. Н. Заверюха принял командование взводом на себя и поднял бойцов в штыковую атаку. Третья линия немецкой обороны была захвачена, но гвардии рядовой Николай Заверюха погиб. Похоронили его в братской могиле в селе Вовниги Солонянского района Днепропетровской области Украины.
28 сентября 1943 года приказом командира дивизии гвардии генерал-майора Г. А. Криволапова гвардии красноармеец Николай Андреевич Заверюха за отличие при форсировании Днепра был награждён орденом Красного Знамени (посмертно), а 27.10.1943 года командиром 78-го гвардейского полка гвардии подполковником М. И. Григорьевым Николай Заверюха за подвиг, совершённый при расширении захваченного плацдарма, был представлен к званию Героя Советского Союза посмертно. Указ Президиума Верховного Совета СССР был подписан 19 марта 1944 года.

## Награды
- Медаль «Золотая Звезда» (19.03.1944, посмертно);
- орден Ленина (19.03.1944, посмертно);
- орден Красного Знамени (01.10.1943).

## Память
- Бюст Героя Советского Союза Н. А. Заверюхи установлен в селе Заплавка Магдалиновского района Днепропетровской области Украины.

### Документы
- Общедоступный электронный банк документов «Подвиг Народа в Великой Отечественной войне 1941—1945 гг.» Архивировано 13 марта 2012 года.

Герой Советского Союза. Архивировано 14 сентября 2012 года.
Орден Красного Знамени. Архивировано 14 сентября 2012 года.
- Обобщенный банк данных «Мемориал». Архивировано 10 мая 2012 года.

ЦАМО, ф. 58, оп. 977527, д. 30.
ЦАМО, ф. 58, оп. 961964, д. 1. Архивировано 31 августа 2013 года.
Информация из списка захоронения ЗУ380-04-321. Архивировано 31 августа 2013 года.
Учётная карточка захоронения ЗУ380-04-321. Архивировано 31 августа 2013 года.
Схема захоронения ЗУ380-04-321. Архивировано 31 августа 2013 года.